# Kenny Noyes
Kenny Noyes (Barcelona, 18 de junio de 1979) es un piloto de motociclismo estadounidense. Estuvo compitiendo de manera regular en el Campeonato del Mundo de Motociclismo entre 2010 y 2014.

## Biografía
Hijo del periodista estadounidense Dennis Noyes y de Heidi Noyes, Kenny hizo su debut en el Mundial de Motociclismo en el año 2010. Empezó a competir en dirt track a los 17 años y su primer contacto con el asfalto llegó en 2001, con 23 años.
Kenny empezó compitiendo Dirt Track en California sobre una Honda XR100. Después de llegar a una moto de mayor cilindrada y de pasar de amateur a profesional en la Costa Oeste, consiguió competir a nivel nacional en la categoría Pro Singles. En su primera temporada, se proclamó campeón.
Tras ganar el campeonato americano de Dirt Track, surgió la oportunidad de correr en velocidad gracias al interés de BQR. Con ninguna experiencia sobre asfalto, empezó en el CEV, una competición de primer nivel. En 2003, todavía con BQR, se adjudicó el título de la Bancaja Superseries 1000cc (Superstock). En ese momento, decidió pasar a Yamaha para las dos siguientes temporadas, ganando el Campeonato de España de Resistencia sobre la R1 de Folch.
Durante las siguientes temporadas, Noyes se convirtió en uno de los mejores pilotos de Formula Extreme, la categoría reina del CEV. Su primera victoria en esta parrilla llegó en Jerez 2008, y después continuó sumando victorias, poles y podios con PL Racing en 2009. Con una gran experiencia con las motos de cuatro tiempos, Kenny se convirtió en un claro candidato para el Mundial de Moto2. En 2010, firmó con el equipo Jack&Jones by Antonio Banderas para subirse a un prototipo que apostaba por el chasis Harris.
Catorce de las diecisiete carreras que componían el Mundial de Moto2 eran nuevas para Kenny. Consiguió liderar una carrera durante su segunda prueba en la categoría intermedia, también se llevó la pole position en Le Mans y alcanzó la séptima posición en dos ocasiones: Jerez y Cataluña. En 2011, segunda temporada en el Mundial de Moto2, logró su mejor resultado hasta la fecha: una quinta posición en el Circuito Ricardo Tormo de Valencia.
Después de dos temporadas en el CEV, cambiando de Moto2 a Superbikes, Kenny ganó el campeonato FIM CEV de Superbikes en 2014 con la Kawasaki del team Palmeto, consiguiendo el título con 3 victorias y 7 podios en 11 carreras. Llevando el número 1 en 2015, después de ganar una carrera y estar en el podio en dos más, tuvo una caída que acabó con su carrera como piloto. Ahora, Kenny sigue trabajando duro en su recuperación, es mentor de varios jóvenes pilotos y es el CEO de una de las academias de pilotaje de referencia a nivel Europeo - Noyes Camp Academy.

## Resultados en el Campeonato del Mundo
Sistema de puntuación de 1993 hasta 2022:
| Posición | 1.º | 2.º | 3.º | 4.º | 5.º | 6.º | 7.º | 8.º | 9.º | 10.º | 11.º | 12.º | 13.º | 14.º | 15.º |
| Puntos   | 25  | 20  | 16  | 13  | 11  | 10  | 9   | 8   | 7   | 6    | 5    | 4    | 3    | 2    | 1    |

### Carreras por año
(Carreras en negrita indica pole position; Carreras en cursiva indica vuelta rápida)
| Año  | Clase | Moto        | 1      | 2      | 3       | 4      | 5       | 6       | 7       | 8      | 9       | 10     | 11      | 12      | 13     | 14      | 15     | 16      | 17     | 18    | Pos. | Pts. |
| ---- | ----- | ----------- | ------ | ------ | ------- | ------ | ------- | ------- | ------- | ------ | ------- | ------ | ------- | ------- | ------ | ------- | ------ | ------- | ------ | ----- | ---- | ---- |
| 2010 | Moto2 | Promoharris | QAT 18 | SPA 7  | FRA Ret | ITA 26 | GBR 21  | NED 22  | CAT 7   | GER 21 | CZE Ret | IND 19 | RSM 24  | ARA Ret | JPN 22 | MAL 18  | AUS 31 | POR Ret | VAL 12 |       | 22   | 24.º |
| 2011 | Moto2 | FTR         | QAT 24 | SPA 29 | POR 17  | FRA 17 | CAT Ret | GBR Ret | NED Ret | ITA 29 | GER 20  | CZE 20 | IND Ret | RSM 23  | ARA 23 | JPN 17  | AUS 22 | MAL NC  | VAL 5  |       | 11   | 28.º |
| 2014 | Moto2 | TSR         | QAT -  | AME -  | ARG -   | SPA -  | FRA -   | ITA -   | CAT -   | NED -  | GER -   | IND -  | CZE -   | GBR -   | RSM -  | ARA Ret | JPN -  | AUS -   | MAL -  | VAL - | 0    | -    |